# Kauthar Bouchallikht
Kauthar Bouchallikht, née le 16 mai 1994 à Amsterdam (Pays-Bas), est une femme politique, activiste et publiciste néerlando-marocaine.
Elle est élue à la Chambre des représentants lors des élections générales de 2021 sous l'étiquette du parti GroenLinks. Première députée de l'histoire parlementaire néerlandais à porter un foulard, elle est également connue pour son activisme dans le mouvement climatique et le mouvement féministe.
Prônant un islam qui s'intègre à la démocratie européenne, elle suscite plusieurs polémiques à la suite de son ancienne affiliation avec l'organisation des Frères musulmans et de ses anciennes publications comparant l'État d'Israël avec le nazisme. Activiste pro-palestinienne, elle fonde son propre forum FEMYSO destiné à la jeunesse musulmane qui cherche à s'intégrer dans la démocratie européenne.

## Biographie

### Début de carrière
Kauthar Bouchallikht naît à Amsterdam aux Pays-Bas dans une famille marocaine,. En 2011, alors qu'elle est encore étudiante, elle siège au conseil d'administration LAKS, dans lequel elle organise des démonstrations contre un nombre minimum obligatoire d'horaires d'école. Bouchallikht a étudie la gestion publique à l'Université d'Utrecht, où elle est diplômée en 2016. Pendant cette période, elle écrit également quelques articles pour le journal Het Parool.
Après ses études, elle a commencé à travailler en tant que publiciste, conférencière et formatrice indépendante pour De Correspondent. Elle est également devenue la présidente de la fondation Groene Moslims (Musulmans verts), qui promeut la durabilité, en janvier 2018.  Elle est vice-présidente du Forum pour la jeunesse musulmane européenne et les organisations étudiantes (FEMYSO) jusqu'en décembre 2020. Dans ce forum, elle entraîne un camp de jeunes appartenant à l'organisation Millî Görüş. En 2018, Bouchallikht est nommée pour le prix Duurzame Jonge 100. 

### Elections législatives 2021
Bouchallikht est classée en 2020 à la neuvième place dans la parti politique Gauche verte à l'occasion des élections législatives néerlandaises de 2021. Dès son élection en tant que représentante de la parti politique, le journaliste Carel Brendel publie sur son blog personnelle une propagande négative sur les positions de Bouchallikht sur son ancien forum FEMYSO,. Brendel est convaincu que Bouchallikht aurait des affiliations avec la Fédération Islamique des Organisations en Europe. 
Bouchallikht explique par la suite que son but principal est d'aider les jeunes musulmans à s'intégrer dans la démocratie européenne. Elle dit n'avoir aucune relation avec l'organisation radicale Frères musulmans, à la suite de nombreux échanges avec des membres de cette organisation, datant de l'époque où Bouchallikht était à la tête de FEMYSO. 
Enormément critiquée aux Pays-Bas, elle est également soutenue par 32 organisations qui publient le 19 novembre 2020 un message de soutien officiel à Bouchallikht. Sylvana Simons et Tunahan Kuzu de la parti Denk apportent également leur soutien à Bouchallikht. Le journal arabe Al Jazeera publie en décembre 2020 via la journaliste et activiste britannique Malia Bouattia un message de solidarité envers Bouchallikht, signé par 102 organisations dont des politiciens et des écrivains. Ils rassemblent et condamnent également tous les propos islamophobes et racistes qui ont été dites à l'égard de Kauthar Bouchallikht.

#### Résultats
Lors des élections législatives néerlandaises de 2021, Gauche verte obtient 8 sièges, dans laquelle Bouchallikht arrive à la neuvième place et peut uniquement voter dans le parlement. Le 20 mars 2021, Sybren Kooistra révèle que Bouchallikht que 3/4 des votes étaient destinés à Bouchallikht avec un nombre de 19.031 votes, ce qui est assez pour intégrer le Tweede Kamer.